# Centre hospitalier mère-enfant - Le Luxembourg
Le centre hospitalier mère-enfant - Le Luxembourg est un hôpital pédiatrique d'Hamdallaye, une commune (IV) de Bamako, au Mali.
Créé par la volonté de la femme du président malien Amadou Toumani Touré, l'hôpital a connu une période de déshérence avant de renaître.
L'hôpital dispose d'une extension nommée centre André Festoc — du nom du mari d'une donatrice française de La chaîne de l'espoir, — qui est une unité de chirurgie pédiatrique consacrée à la chirurgie cardiaque,. Dans ce centre, les premières opérations à cœur ouvert du pays ont été réalisées à partir de 2018. Ce type d'opérations nécessitait jusqu'à présent une évacuation à l'étranger.